# ابسدال
ابسدال (به هلندی: Absdale) در هلند است که در Hulst واقع شده‌است.

## خصوصیات
ابسدال ۱۵۰ نفر جمعیت دارد.